# Australopithecus africanus
Australopithecus africanus ist eine Art der ausgestorbenen Gattung Australopithecus aus der Familie der Menschenaffen. Fossilien, die Australopithecus africanus zugeordnet wurden, stammen zumeist aus einer als „Member 4“ (Fundschicht 4) bezeichneten Fundschicht in Sterkfontein (Südafrika), deren Alter auf 2,5 bis 3 Mio. Jahre geschätzt wird.
Von welchen Vorläufer-Arten Australopithecus africanus abstammt und in welcher Nähe er zu den unmittelbaren Vorfahren des Menschen steht, ist ungeklärt. Die Art wird häufig – als Gegenpol zu den sogenannten „robusten Australopithecinen“ – auch als graziler Australopithecus bezeichnet.

## Namensgebung
Die Bezeichnung der Gattung Australopithecus ist abgeleitet von lateinisch australis „südlich“ und altgriechisch πίθηκος píthēkos „Affe“. Das Epitheton africanus verweist auf den Fundort in Afrika; Australopithecus africanus bedeutet somit „südlicher Affe aus Afrika“. Australopithecus africanus ist die Typusart der Gattung Australopithecus.

## Fundgeschichte

### Erstbeschreibung

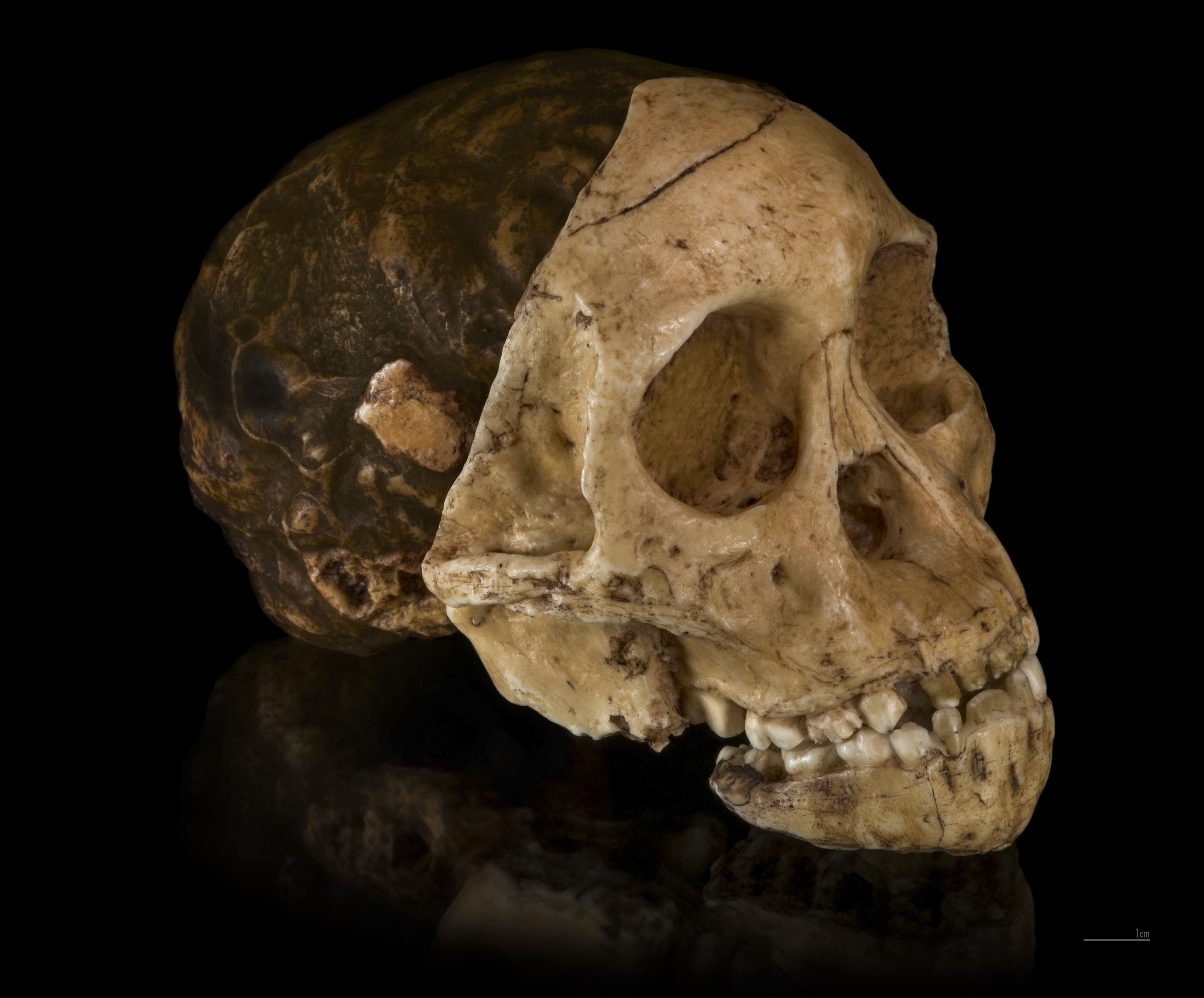
Das Kind von Taung (Replika)

Holotypus von Australopithecus africanus und damit zugleich für die gesamte Gattung Australopithecus ist das 1924 entdeckte „Kind von Taung“. Es war zugleich das erste Fundstück der am 7. Februar 1925 von Raymond Dart eingeführten Gattung. Erhalten geblieben sind der Gesichtsschädel mit Unterkiefer und Milchzähnen, die Stirnregion sowie ein natürlicher Schädelausguss. Dieses Fossil wurde im Herbst 1924 von einem Steinbrucharbeiter nahe der Kleinstadt Taung im damaligen British Bechuanaland (heute Südafrika) entdeckt und Raymond Dart übergeben, der es 1925 mit dem von ihm neu gebildeten Gattungs- und Artnamen Australopithecus africanus benannte.

### Weitere Funde
Nachdem die Zuordnung der Gattung Australopithecus zu den Vormenschen jahrzehntelang umstritten war, konnte unter anderem der Fund des Schädels von Mrs. Ples (Sts 5, der möglicherweise ein „Mr. Ples“ war) diese Zuordnung bestätigen. Der bei Sterkfontein entdeckte Schädel wird heute auf ein Alter von zirka 2,1 Millionen Jahre datiert, er ist damit der jüngste Fund für Australopithecus africanus.
Das bisher vollständigste Skelett, das in seiner Erstbeschreibung noch zurückhaltend „Australopithecus africanus oder einer anderen frühen Hominiden-Art“ zugeordnet wurde, kam ab 1995 ebenfalls in einer der Sterkfontein-Höhlen zu Tage. Es erhielt die Inventarnummer StW 573 und den Spitznamen Little Foot, weil anfangs (1994) nur vier Knochen vom linken Fuß entdeckt worden waren. 1997 wurden von Ronald J. Clarke in der Höhle weitere Knochen und 1998 schließlich ein gut erhaltener Schädel entdeckt. Die Knochen sind aufgrund ihrer betonartig festen Einbettung in Brekzie bislang noch nicht vollständig freigelegt worden. Zur Datierung der als „member 2“ bezeichneten Fundschicht wurden sehr widersprüchliche Angaben publiziert, die zwischen 2,17 und 3,7 Millionen Jahren variieren.

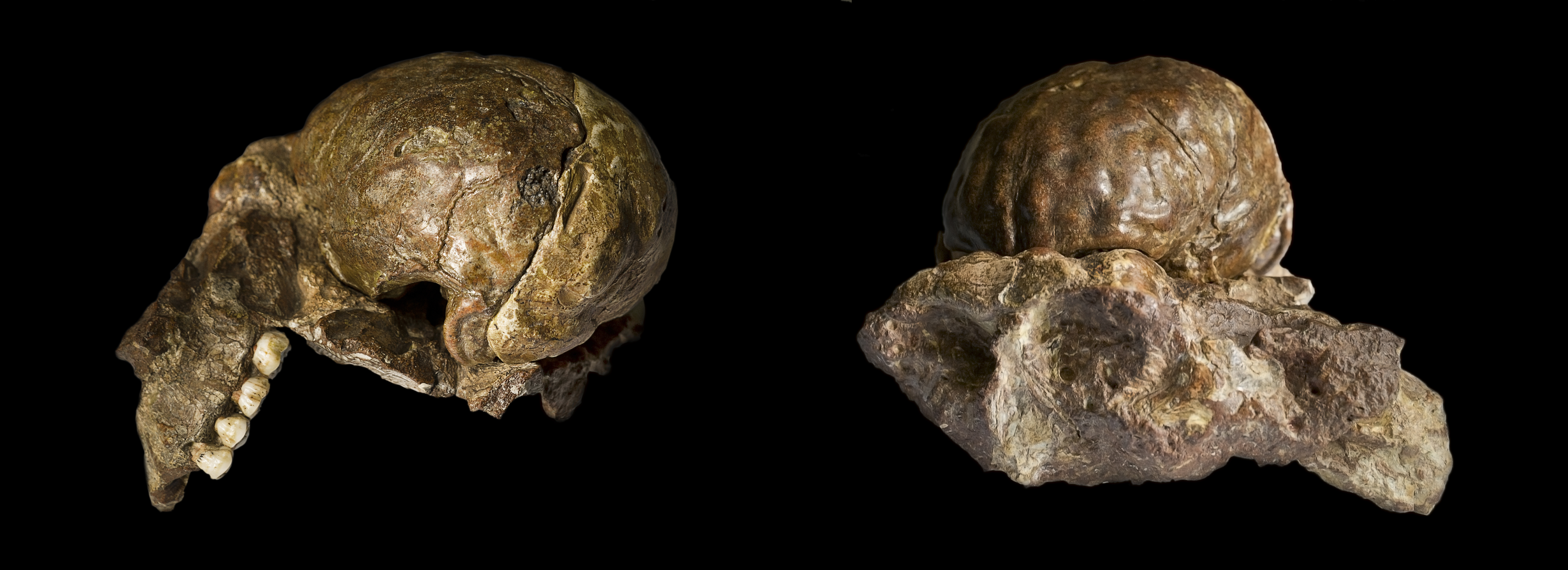
„Plesianthropus transvaalensis“
(heute Australopithecus africanus)

Einige ab 1936 in Sterkfontein entdeckte Hominini-Funde, die heute Australopithecus africanus zugerechnet werden, wurden 1937 von Robert Broom zunächst als Australopithecus transvaalensis eingeführt, im Jahr darauf jedoch in Plesianthropus transvaalensis („Fastmensch aus Transvaal“) umbenannt. Diesen Gattungsnamen wählte Broom, weil er annahm, dass die Fossilien den Vorfahren des Menschen nahestehen. Den 1947 publizierte Fund von Mrs. Ples ordnete Broom ebenfalls Plesianthropus transvaalensis zu. Ernst Mayr bezeichnete solchermaßen alte Funde 1950 hingegen als Homo transvaalensis. Einige Funde, die heute Australopithecus africanus zugeordnet werden, hatte Raymond Dart anfangs als Australopithecus prometheus ausgewiesen, benannt nach dem griechischen Gott Prometheus („der Vorausdenkende“), der den Menschen das Feuer brachte; Dart hatte irrtümlich aus geschwärzten Tierknochen in Makapansgat geschlossen, dass die frühen Vormenschen bereits das Feuer beherrschten.
Neben Sterkfontein ist Makapansgat der wichtigste Fundort von Fossilien des Australopithecus africanus, einige Zähne stammen aus der Gladysvale-Höhle; aus Taung ist nur der Kinderschädel bekannt.

## Körperbau

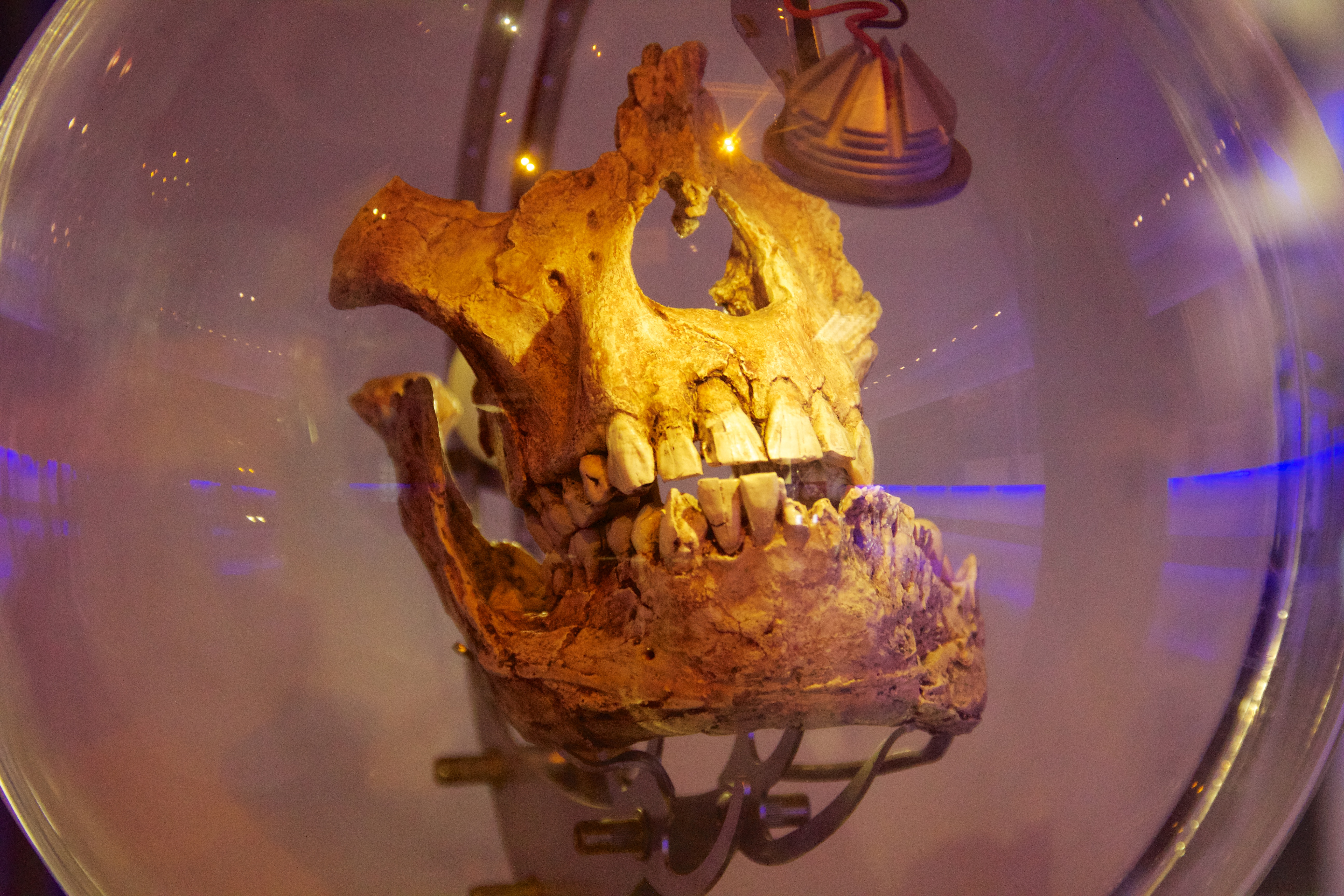
Der Oberkiefer Sts 52a mit einem hinzugefügten Unterkiefer

Das Hinterhauptsloch des ausschließlich in Südafrika entdeckten Australopithecus africanus, durch das hindurch sich der hinterste Gehirnteil zum Beginn des Rückenmarks erstreckt, ist unterhalb des Schädels angeordnet, nahe am Schwerpunkt. Hieraus kann geschlossen werden, dass Australopithecus africanus aufrecht gehen konnte. Allerdings besaß Australopithecus africanus noch relativ lange Arme, so dass sein Gang mit dem der modernen Paviane vergleichbar gewesen sein könnte, wenngleich er häufiger aufrecht gegangen sein dürfte als diese. Aus den relativ reichlich vorhandenen Knochenfunden konnte daher abgeleitet werden, dass die Individuen dieser Art sich vermutlich noch öfter auf Bäumen aufhielten als andere Arten der Gattung Australopithecus. Australopithecus africanus hatte zudem relativ große Backenzähne, sein Schädel wirkte daher relativ affen-ähnlich. Die Eckzähne sind jedoch wesentlich kleiner als bei fossilen und rezenten Affen.
Das Gehirnvolumen wird in der Fachliteratur mit 400 bis 500 Kubikzentimetern angegeben, was ungefähr dem des Schimpansen entspricht. Die Körpergröße erwachsener Individuen wird auf zirka 1,10 bis 1,40 Meter und ihr Körpergewicht auf 30 bis 60 Kilogramm geschätzt, wobei Männchen deutlich größer waren als Weibchen. Begleitfunde deuten darauf hin, dass Australopithecus africanus – wie andere Australopithecinen – „bewaldete Habitate“ im Übergang zu Savannen bevorzugte und „eine enge Verbindung zu den breiten Uferzonen der Flüsse und Seen“ aufrechterhielt.
Eines der ältesten menschenähnlichen anatomischen Merkmale ist die Gestalt des Amboss im Mittelohr, die bereits für Australopithecus africanus (beim Fossil Stw 255 aus Sterkfontein) und Paranthropus robustus belegt ist und sich vermutlich schon bei deren letztem gemeinsamen Vorfahren von der Gestalt des Amboss bei den Schimpansen unterschied.

## Ernährung und Lebensweise

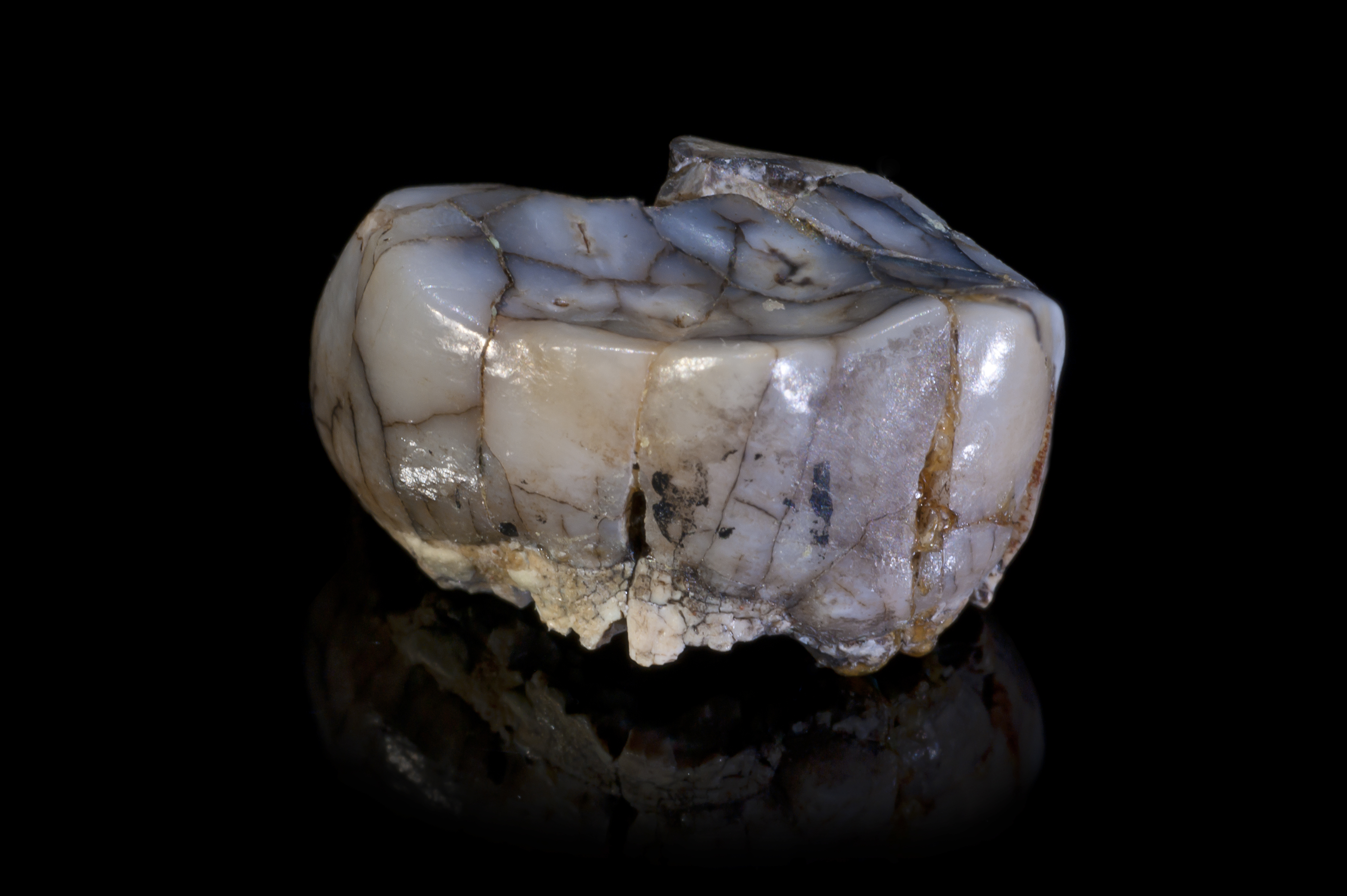
Der Zahn STS 1881 aus Sterkfontein, Südafrika

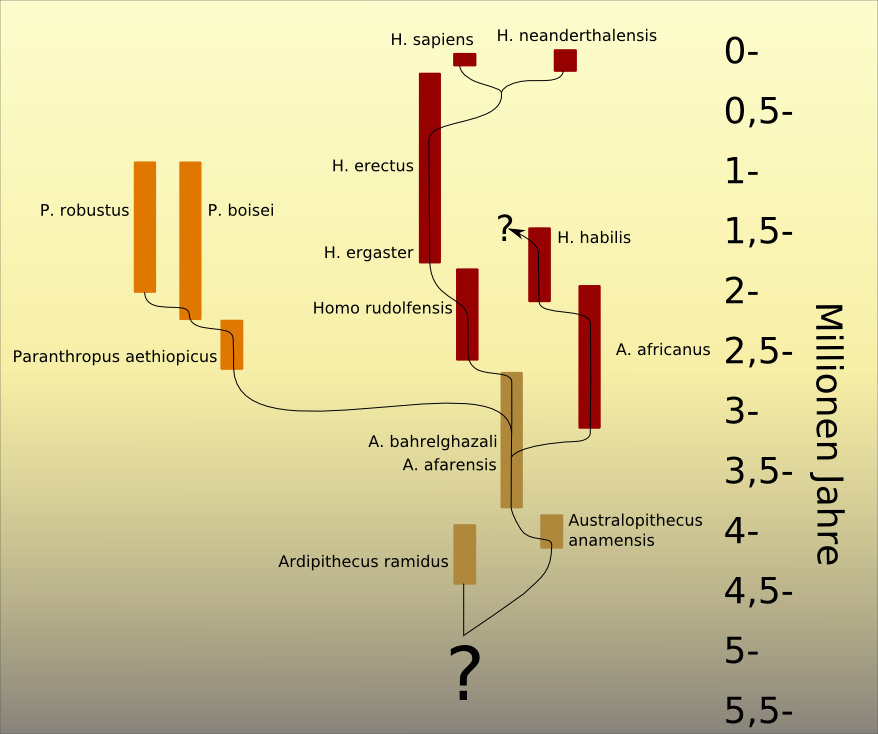
Hypothese zur Evolution der Australopithecinen, wie sie aufgrund der gegenwärtigen Fundlage beispielsweise von Friedemann Schrenk vertreten wird.

Die im Vergleich zum Menschen relativ großen Backenzähne werden als Anpassung an eine relativ harte Pflanzennahrung – darunter zumindest zeitweise hartschalige Samen – gedeutet. So ergab eine Computeranalyse der Fossilien Sts 5 und Sts 52 a (eines gut erhaltenen Oberkiefers), dass das Gebiss und der Bau der Gesichtsknochen geeignet waren, ähnlich wie bei den heute lebenden Javaneraffen hohem Druck standzuhalten.
Für Australopithecus africanus wurde ferner anhand der Beschaffenheit der Zähne nachgewiesen, dass er sich zu mehr als 50 Prozent seiner täglichen Zufuhr an Nahrungsenergie von C3-Pflanzen und zu einem weiteren erheblichen Anteil von C4-Pflanzen ernährte. Diese überwiegend aus Blättern, Früchten und Samen bestehende Nahrung wurde – möglicherweise abhängig von der Jahreszeit – ergänzt durch Fleisch; diese Kombination von pflanzlicher und tierischer Nahrung unterschied Australopithecus africanus vermutlich sowohl von Paranthropus robustus, der wesentlich stärker auf harte Pflanzenkost spezialisiert war, als auch von den frühen Vertretern der Gattung Homo, die einen höheren Anteil an Fleisch verzehrten.
Massenspektrometrische Analysen von Zähnen erbrachten Hinweise darauf, dass Neugeborene 12 Monate lang gestillt wurden; ferner wurden sie auch in den folgenden Jahren – vermutlich während nahrungsarmer Trockenzeiten – zeitweise erneut mit Muttermilch ernährt. In ihrem Stillverhalten ähnelt Australopithecus africanus folglich den in natürlicher Umgebung lebenden Orang-Utans, die ihren Nachwuchs bis zu neun Jahre immer wieder säugen.
Steinwerkzeuge wurden in jenen Schichten, die Fossilien von Australopithecus africanus führen, nicht entdeckt. Allerdings erbrachte ein Vergleich der Mittelhandknochen von Australopithecus africanus, Neandertaler, Homo sapiens und den heute noch lebenden, baumbewohnenden Großen Menschenaffen Hinweise darauf, dass insbesondere die Ausrichtung der feinen Knochenbälkchen (Trabekeln) der Substantia spongiosa durch eine häufige Druckbelastung bewirkt wurde, die nur dann aufgebaut werden kann, wenn der Daumen in Opposition zu den anderen Fingern steht. Hieraus wurde abgeleitet, dass die Hände von Australopithecus africanus die anatomischen Voraussetzungen für den Gebrauch von Steinwerkzeugen hatten und dass seine Individuen Werkzeuge möglicherweise auch bereits genutzt haben. Die Oppositionsstellung des Daumens ermöglicht den Faustschluss und verbessert entscheidend die Greiffunktion der Hand, indem sowohl ein Kraftgriff als auch ein Präzisionsgriff ermöglicht wird.
Die Ausrichtung der Trabekeln im Fersenbein StW 352 wurde dahingegen interpretiert, dass die Fortbewegung von Australopithecus africanus eher jener eines heute lebenden Gorillas ähnelte als jener eines Schimpansen. Hieraus wurde ferner abgeleitet, dass sich Australopithecus africanus vermutlich – ähnlich den Gorillas – häufiger auf dem Boden fortbewegte als die heute lebenden Schimpansen.
Die männlichen Individuen von Australopithecus africanus waren einer 2011 publizierten Studie zufolge von Geburt an weitgehend ortstreu, während die weiblichen aus anderen Populationen zuwanderten, was als Hinweis auf Exogamie interpretiert wurde; weibliche Exogamie und männliche Ortstreue gibt es auch bei den Schimpansen, während bei den Gorillas männliche und weibliche Individuen nach der Geschlechtsreife gleichermaßen in andere Populationen abwandern.

## Datierung
Die weitaus überwiegende Mehrzahl aller Fossilien von Australopithecus africanus stammt aus einer als „Member 4“ bezeichneten Fundschicht in Sterkfontein. Als schwierig und im Ergebnis bisher unbefriedigend erwies sich die Altersbestimmung der Funde, da es im Bereich der Fundstätte keine vulkanischen Schichten gibt, anhand derer eine sichere absolute Datierung möglich wäre. Dies hatte zur Folge, dass mit unterschiedlichen Methoden erheblich voneinander abweichende Altersberechnungen publiziert wurden. Beispielhaft sind die Datierungen für das Fossil Sts 5 („Mrs. Ples“), dessen Alter geraume Zeit mit 2 bis 3 Millionen Jahre angegeben wurde. Eine 2003 publizierte Oberflächenexpositionsdatierung ergab jedoch ein mögliches Alter von rund vier Millionen Jahren. 2005 wurde das Fossil hingegen auf etwa 2,15 Millionen Jahre datiert. 2010 ergab eine Uran-Blei-Datierung hingegen ein Alter von 2,65 ± 0,30 Jahren. In einer 2011 publizierten Studie wurde dem Alter der Fundschicht aufgrund einer paläomagnetischen Analyse ein Alter von nur 2,16 bis 2,05 Millionen Jahren zugeschrieben. Im Juni 2022 wurde die Datierung aus dem Jahr 2003 gestützt, als einer neuerlichen Oberflächenexpositionsdatierung (Aluminium-Beryllium-Methode) der Fundschicht 4 ein Alter von 3,41 ± 0,11 Jahren ergab.
Insofern ist (Stand: 2022) eine 2008 veröffentlichte Studie noch aktuell, die das Alter der Fossilien von Australopithecus africanus zurückhaltend mit rund 3 bis 2,5 Millionen Jahre auswies und anmerkte, dass einige Funde möglicherweise etwas älter, andere etwas jünger sind.

## Belege
1. 1 2 3  Raymond A. Dart: Australopithecus africanus: The man-ape of South Africa. In: Nature. Band 115, 1925, S. 195–199, doi:10.1038/115195a0, (Volltext (PDF; 456 kB).)
2. ↑  Urmensch bekommt Unterleib. Auf: stern.de vom 22. Juli 2002.
3. ↑  Andy I. R. Herries, John Shaw: Palaeomagnetic analysis of the Sterkfontein palaeocave deposits: Implications for the age of the hominin fossils and stone tool industries. In: Journal of Human Evolution. Band 60, Nr. 5, 2011, S. 523–539, doi:10.1016/j.jhevol.2010.09.001.
4. ↑  Ronald J. Clarke, Phillip Tobias: Sterkfontein member 2 foot bones of the oldest South African hominid. In: Science. Band 269, 1995, S. 521–524, doi:10.1126/science.7624772.
5. ↑  Robert Broom: On some new Pleistocene mammals from limestone caves of the Transvaal. In: South African Journal of Science. Band 33, 1937, S. 750–768, Volltext.
6. ↑  Ernst Mayr: Taxonomic categories in fossil hominids. In: Cold Spring Harbor Symposia on Quantitative Biology 1950. Band 15, 1950, S. 109–118, doi:10.1101/SQB.1950.015.01.013.
7. ↑  Steve Jones et al.: The Cambridge Encyclopedia of Human Evolution. Cambridge University Press, Cambridge 1992, S. 237.
8. 1 2  Bernard Wood, Nicholas Lonergan: The hominin fossil record: taxa, grades and clades. In: Journal of Anatomy. Band 212, Nr. 4, 2008, S. 358 f., doi:10.1111/j.1469-7580.2008.00871.x, Volltext (PDF; 292 kB). (Memento vom 20. Oktober 2012 im Internet Archive)
9. ↑  Friedemann Schrenk, Timothy G. Bromage: Adams Eltern. Expeditionen in die Welt der Frühmenschen. C. H. Beck, München 2002, S. 196.
10. ↑  Rolf M. Quam et al.: Early hominin auditory ossicles from South Africa. In: PNAS. Band 110, Nr. 22, Mai 2013, doi:10.1073/pnas.1303375110.
11. ↑  Robert S. Scott et al.: Dental microwear texture analysis shows within-species diet variability in fossil hominins. In: Nature. Band 436, 2005, S. 693–695, doi:10.1038/nature03822.
12. ↑  David S. Strait et al.: The feeding biomechanics and dietary ecology of Australopithecus africanus. In: PNAS. Band 106, Nr. 7, 2009, S. 2124–2129, doi:10.1073/pnas.0808730106.
Können Sie eine Nuss aufbeißen? Auf: idw-online vom 2. Februar 2009.
13. ↑  Peter S. Ungar, Matt Sponheimer: The Diets of Early Hominins. In: Science. Band 334, Nr. 6053, 2011, S. 190–193, doi:10.1126/science.1207701.
14. ↑  Vincent Balter et al.: Evidence for dietary change but not landscape use in South African early hominins. In: Nature. Band 489, 2012, S. 558–560, doi:10.1038/nature11349.
 Early human ancestors had more variable diet. Auf: eurekalert.org vom 8. August 2012.
15. ↑  Renaud Joannes-Boyau et al.: Elemental signatures of Australopithecus africanus teeth reveal seasonal dietary stress. In: Nature. Band 572, 2019, S. 112–115, doi:10.1038/s41586-019-1370-5.
16. ↑   Mutter-Kind-Bindung vor 2 Millionen Jahren. Auf: idw-online.de vom 15. Juli 2019.
17. ↑  Gary J. Sawyer, Viktor Deak: Der lange Weg zum Menschen. Lebensbilder aus 7 Millionen Jahren Evolution. Spektrum Akademischer Verlag, Heidelberg 2008, S. 64.
18. ↑  Matthew M. Skinner et al.: Human-like hand use in Australopithecus africanus. In: Science. Band 347, Nr. 6220, 2015, S. 395–399, doi:10.1126/science.1261735.
 Australopithecus africanus – Kräftige Hände zum präzisen Zupacken. Auf: idw-online vom 22. Januar 2015.
19. ↑  Human ancestors got a grip on tools 3 million years ago. Auf: newscientist.com vom 28. Januar 2015; textgleich mit The quiet rise of the first toolmaker. In: New Scientist. Band 225, Nr. 3006, 2015, S. 14.
20. ↑  Angel Zeininger et al.: Trabecular architecture in the StW 352 fossil hominin calcaneus. In: Journal of Human Evolution. Band 97, 2016, S. 145–158, doi:10.1016/j.jhevol.2016.05.009.
 More gorilla than chimp. Auf: eurekalert.org vom 11. August 2016.
21. ↑  Sandi R. Copeland et al.: Strontium isotope evidence for landscape use by early hominins. In: Nature. Band 474, Nr. 7349, 2011, S. 76–78, doi:10.1038/nature10149.
Zähne verraten viel über den Lebensradius früher Vorfahren. Auf: mpg.de vom 1. Juni 2011.
22. ↑  Michael Balter: Little Foot, Big Mystery. In: Science. Band 333, Nr. 6048, 2011, S. 1374, doi:10.1126/science.333.6048.1374.
23. ↑  ’Mother Africa and Mrs Ples’ exhibition at the Transvaal Museum. (Memento vom 14. Januar 2009 im Internet Archive) Im Original publiziert auf: ambafrance-rsa.org, 2007.
24. ↑  Tim C. Partridge et al.: Lower Pliocene Hominid Remains from Sterkfontein. In: Science. Band 300, Nr. 5619, 2003, S. 607–612, doi:10.1126/science.1081651.
25. ↑   T. C. Partridge: Dating of the Sterkfontein hominins: progress and possibilities. In: Transactions of the Royal Society of South Africa. Band 60, 2005, S. 107–110.
26. ↑  Robyn Pickering und Jan D. Kramers: Re-appraisal of the stratigraphy and determination of new U-Pb dates for the Sterkfontein hominin site, South Africa. In: Journal of Human Evolution. Band 59, Nr. 1, 2010, S. 70–86, doi:10.1016/j.jhevol.2010.03.014.
27. ↑  Andy I. R. Herries, John Shaw: Palaeomagnetic analysis of the Sterkfontein palaeocave deposits: Implications for the age of the hominin fossils and stone tool industries. In: Journal of Human Evolution. Band 60, Nr. 5, 2011, S. 523–539, doi:10.1016/j.jhevol.2010.09.001.
28. ↑  Darryl E. Granger et al.: Cosmogenic nuclide dating of Australopithecus at Sterkfontein, South Africa. In: PNAS. Band 119, Nr. 27, 2022, e2123516119, doi:10.1073/pnas.2123516119.